# Martin Werhand Verlag
Der Martin Werhand Verlag (MWV) ist ein deutschsprachiger Buchverlag mit den Schwerpunkten zeitgenössische und klassische Belletristik. Der Verlag gibt unter anderem verschiedene Lyrik- und Prosa-Reihen heraus und engagiert sich seit seiner Gründung auch gezielt für neue junge lyrische Talente mit Migrationshintergrund, die inzwischen mehr als 25 % der im Verlag publizierten Autoren ausmachen.

## Gründung
Der Martin Werhand Verlag wurde im April 1997 von dem Germanisten Martin Werhand gegründet. Martin Werhand ist der Sohn des Neuwieder Kunstschmiedes Klaus Rudolf Werhand.

## Autoren
Zu den im Martin Werhand Verlag publizierten Autoren zählen unter anderem die in Bulgarien geborene Autorin Angela Litschev (Förderpreis für Literatur der Landeshauptstadt Düsseldorf) 2005, die Historikerin und Lyrikerin Evelyne A. Adenauer, die Lyrikerin Vera Ludwig, der Lektor und Herausgeber Jan Valk, der Lyriker Patric Hemgesberg, die in Wien geborene Dramaturgin und Theaterregisseurin Georgia Doll, der Lyriker und Musikpädagoge Frank Findeiß, der in Spanien geborene und mit dem Hersfeld-Preis ausgezeichnete Theaterschauspieler Mario Ramos, der Dichter Meinolf Finke, der Lyriker Uwe Martens, die Schriftstellerin Renate Freund, der Theologe Sebastian Moll, der Haiku-Autor Daniel Dölschner, die Lyrikerin und Übersetzerin Ann Catrin Apstein-Müller, die Film- und Fernseh-Requisiteurin Stefanie Kammer, der Lyriker und Herausgeber Christoph Danne, der Lyriker und Moerser Literaturpreisträger Christian Brune-Sieren, der Lyriker Thomas Bruns, die Germanistin Daniela Frickel von der Universität zu Köln, der Slam-Poetry-Künstler Florian Cieslik, der in Köln geborene mit Eltern aus Uganda stammende Menschenrechtler Joe Dramiga, die Schriftstellerin Andrea Heuser (Wolfgang-Weyrauch-Förderpreis 2007), die Kinder- und Jugendlichen Psychotherapeutin Cindy Vogel, der Dramatiker Peter Wayand, der Musiker und Songwriter Christian Jahl, der Lyriker Thorsten Libotte, der Philosoph Werner Moskopp von der Universität Koblenz-Landau, der Lyriker Christof Schadt, der Schriftsteller Thomas Wensing, die mit dem Axel-Springer-Preis für junge Journalisten 2005 ausgezeichnete Journalistin Simone Roßkamp.
Von 1999 bis 2002 brachte der Martin Werhand Verlag drei Lyrikbände heraus, in denen jeweils 750 Gedichte von 50 jungen, bisher unveröffentlichten Autoren enthalten waren. Damit verbunden war eine Lesungsreihe, bei der einige der Autoren unter anderem an der Universität zu Köln ihre Werke vortrugen.
Die ersten drei Lyrikanthologien des Verlages umfassen ausschließlich Autoren, die zu den Jahrgängen ab 1967 gehören. Seit 2014 gibt der Martin Werhand Verlag neben Anthologien auch verschiedene Lyrik- und Prosa-Reihen heraus.

## Buchtitel (Auswahl)
| - Traumfahrt: 50 zeitlose Gedichte, von Achim von Akerman 2016, ISBN 978-3-943910-70-4. - Graunebel: 50 zeitlose Gedichte, von Max Geißler 2016, ISBN 978-3-943910-71-1. - Totentanz: 50 zeitlose Gedichte, von Franz Werfel 2016, ISBN 978-3-943910-72-8. - Schneewinter: 50 zeitlose Gedichte, von Stefan Zweig 2016, ISBN 978-3-943910-73-5. - Grabgang: 50 zeitlose Gedichte, von Frida Schanz 2016, ISBN 978-3-943910-74-2. - Traumgesicht: 50 zeitlose Gedichte, von Albrecht Haushofer 2016, ISBN 978-3-943910-75-9. - Wegwarte: 50 zeitlose Gedichte, von Isolde Kurz 2016, ISBN 978-3-943910-85-8. - Tagesanbruch: 50 zeitlose Gedichte, von Gustav Falke 2017, ISBN 978-3-943910-80-3. - Geistesflug: 50 zeitlose Gedichte, von Martin Greif 2017, ISBN 978-3-943910-78-0. - Abendstille: 50 zeitlose Gedichte, von Frieda Jung 2017, ISBN 978-3-943910-84-1. - Bachgeleite: 50 zeitlose Gedichte, von Karl Mayer 2017, ISBN 978-3-943910-93-3. - Himmelsnähe: 50 zeitlose Gedichte, von Conrad Ferdinand Meyer 2017, ISBN 978-3-943910-95-7. - Glockenklang: 50 zeitlose Gedichte, von Wilhelm Raabe 2017, ISBN 978-3-943910-87-2. - Weltherbst: 50 zeitlose Gedichte, von Siegbert Stehmann 2017, ISBN 978-3-943910-88-9. - Streikbrecher: 50 zeitlose Gedichte, von Paul Zech 2017, ISBN 978-3-943910-91-9. - Herbstbild: 50 zeitlose Gedichte, von Johanna Ambrosius 2017, ISBN 978-3-943910-76-6. - Sommermorgen: 50 zeitlose Gedichte, von Marie von Ebner-Eschenbach 2017, ISBN 978-3-943910-79-7. - Waldeinsamkeit: 50 zeitlose Gedichte, von Heinrich Heine 2017, ISBN 978-3-943910-81-0. - Perlenfischer: 50 zeitlose Gedichte, von Carl Sternheim 2017, ISBN 978-3-943910-89-6. - Morgane: 50 zeitlose Gedichte, von Theodor Storm 2017, ISBN 978-3-943910-90-2. - Traumgewölk: 50 zeitlose Gedichte, von Albin Zollinger 2017, ISBN 978-3-943910-92-6. - Heimatklänge: 50 zeitlose Gedichte, von Stine Andresen 2018, ISBN 978-3-943910-94-0. - Herbstpark: 50 zeitlose Gedichte, von Paul Boldt 2018, ISBN 978-3-96175-009-2. - Eiskönigin: 50 zeitlose Gedichte, von Max Bruns 2018, ISBN 978-3-96175-011-5. - Bergschloß: 50 zeitlose Gedichte, von Johann Wolfgang Goethe 2018, ISBN 978-3-96175-040-5. - Geistergruß: 50 zeitlose Gedichte, von Gottfried Keller 2018, ISBN 978-3-96175-040-5. - Waldsage: 50 zeitlose Gedichte, von Karl Ernst Knodt 2018, ISBN 978-3-96175-060-3. - Sinnenrausch: 50 zeitlose Gedichte, von Else Lasker-Schüler 2018, ISBN 978-3-96175-067-2. - Abendgang: 50 zeitlose Gedichte, von Detlev von Liliencron 2018, ISBN 978-3-96175-071-9. - Traumburg: 50 zeitlose Gedichte, von Oskar Loerke 2018, ISBN 978-3-96175-073-3. - Götterwink: 50 zeitlose Gedichte, von Eduard Mörike 2018, ISBN 978-3-96175-079-5. - Vorfrühling: 50 zeitlose Gedichte, von Rainer Maria Rilke 2018, ISBN 978-3-96175-085-6. - Welträtsel: 50 zeitlose Gedichte, von Georg Ruseler 2018, ISBN 978-3-943910-97-1. - Schöpfung: 50 zeitlose Gedichte, von Hans Schiebelhuth 2018, ISBN 978-3-943910-96-4. - Bergnebel: 50 zeitlose Gedichte, von Gustav Schüler 2018, ISBN 978-3-96175-099-3. - Herbstnebel: 50 zeitlose Gedichte, von Wilhelmine Gräfin Wickenburg-Almásy 2018, ISBN 978-3-96175-116-7. - Abendlied: 50 zeitlose Gedichte, von Otto Julius Bierbaum 2018, ISBN 978-3-96175-007-8. - Zauberblick: 50 zeitlose Gedichte, von Joseph von Eichendorff 2018, ISBN 978-3-96175-025-2. - Aufblick: 50 zeitlose Gedichte, von Anton Wildgans 2019, ISBN 978-3-96175-117-4. - Dünenhaus: 50 zeitlose Gedichte, von Stefan George 2019, ISBN 978-3-96175-039-9. - Weihestunde: 50 zeitlose Gedichte, von Carl Spitteler 2019, ISBN 978-3-96175-102-0. - Nebelbild: 50 zeitlose Gedichte, von Paul Heyse 2019, ISBN 978-3-96175-052-8. - Wanderlied: 50 zeitlose Gedichte, von Rudolf Baumbach 2019, ISBN 978-3-96175-005-4. - Waldasyl: 50 zeitlose Gedichte, von Robert Hamerling 2019, ISBN 978-3-96175-123-5. - Heidenglaube: 50 zeitlose Gedichte, von Edgar Kurz 2019, ISBN 978-3-96175-122-8. - Weltseele: 50 zeitlose Gedichte, von Adolf Vögtlin 2019, ISBN 978-3-96175-112-9. | - Junge Lyrik – 50 Dichterinnen und Dichter 1999, ISBN 3-9806390-1-0 Auch zweite, überarbeitete Auflage. - Junge Lyrik II – 50 Dichterinnen und Dichter 2000, ISBN 3-9806390-0-2. - Junge Lyrik III – 50 Dichterinnen und Dichter 2002, ISBN 3-9806390-3-7. Auch zweite, überarbeitete Auflage. - Die Jahreszeiten der Liebe – 36 Dichterinnen und Dichter 2006, ISBN 3-9806390-4-5 - Zauberwelten: 100 Gedichte, von Meinolf Finke, 2014, ISBN 978-3-943910-03-2. - Quintessenz: 100 Gedichte, von Thorsten Libotte, 2014, ISBN 978-3-943910-00-1. - Mitbürger: 100 Gedichte, von Thorsten Libotte 2014, ISBN 978-3-943910-01-8. - Mitschrift: 100 Gedichte, von Thomas Wensing, 2014, ISBN 978-3-943910-06-3. - Anthrophobia: 100 Gedichte, von Werner Moskopp 2014, ISBN 978-3-943910-09-4. - Gesterntränen: 100 Gedichte, von Tobias Seitz 2014, ISBN 978-3-943910-12-4. - Krsna-Bewusstsein: Aphorismen, von Werner Moskopp 2015, ISBN 978-3-943910-10-0. - Sozialisolation: 100 Gedichte, von Frank Findeiß, 2015, ISBN 978-3-943910-16-2. - Zwischenspiel: Kurzgeschichten, von Thomas Wensing 2015, ISBN 978-3-943910-07-0. - Nebeltag: 100 Gedichte, von Uwe Martens 2015, ISBN 978-3-943910-14-8. - Zapping: 250 Gedichte, von Thorsten Libotte 2015, ISBN 978-3-943910-02-5. - Sonnenhonig: 100 Gedichte, von Ann Catrin Apstein-Müller, 2015, ISBN 978-3-943910-20-9. - Lichtgestöber: 100 Sonette, von Meinolf Finke 2015, ISBN 978-3-943910-04-9. - Großstadtsommer: 100 Gedichte, von Christian Jahl 2015, ISBN 978-3-943910-13-1. - Sternenstaub: 50 Gedichte, von Thomas Bruns 2015, ISBN 978-3-943910-21-6. - Blutonium: 100 Gedichte, von Frank Findeiß 2016, ISBN 978-3-943910-22-3. - Sandtropfen: 50 Gedichte, von Vera Ludwig 2016, ISBN 978-3-943910-25-4. - Herbstspaziergang: 100 Gedichte, von Christian Brune-Sieren 2016, ISBN 978-3-943910-26-1. - Degravitation: 50 Gedichte in Deutsch - 50 Poems in English, von Ann Catrin Apstein-Müller 2016, ISBN 978-3-943910-23-0. - Morgenröte: 100 Gedichte, von Thomas Bruns 2016, ISBN 978-3-943910-32-2. - Meditation: 50 Gedichte, von Christof Schadt 2016, ISBN 978-3-943910-30-8. - Feuertanz: 50 Gedichte, von Cindy Vogel 2016, ISBN 978-3-943910-38-4. - Zeitungsstand: 50 Gedichte, von Christian Jahl 2016, ISBN 978-3-943910-28-5. - Horizont: 100 Gedichte, von Vera Ludwig 2016, ISBN 978-3-943910-31-5. - Der letzte Tanz: Krimi-Kurzgeschichten, von Renate Freund 2016, ISBN 978-3-943910-29-2. - Wintersonne: 50 Sonette, von Meinolf Finke 2016, ISBN 978-3-943910-34-6. - Albtrauma: 50 Gedichte, von Frank Findeiß 2017, ISBN 978-3-943910-43-8. - Weltwelke: 50 Gedichte, von Uwe Martens 2017, ISBN 978-3-943910-42-1. - Himmelreich: 50 Sonette, von Renate Freund 2017, ISBN 978-3-943910-65-0. - Goldregenzeit: 50 Sonette, von Meinolf Finke 2017, ISBN 978-3-943910-59-9. - Sinnpuppe: 50 Gedichte, von Renate Freund 2018, ISBN 978-3-943910-58-2. - Marzipanhaut: 50 Gedichte, von Evelyne A. Adenauer 2018, ISBN 978-3-943910-77-3. - Glassymphonien: 50 Sonette, von Renate Freund 2018, ISBN 978-3-943910-61-2. - Kassiber: 50 Gedichte, von Frank Findeiß 2018, ISBN 978-3-943910-62-9. - Sonnenähren: 100 Sonette, von Renate Freund 2018, ISBN 978-3-943910-64-3. - Zauberbuch: 150 Gedichte, von Thomas Bruns 2019, ISBN 978-3-943910-46-9. - Lichthoffnung: 50 Sonette, von Renate Freund 2019, ISBN 978-3-943910-49-0. - Herbsttag: 50 Gedichte, von Thomas Wensing, 2019, ISBN 978-3-943910-69-8. - Winterruhe: 100 Gedichte, von Renate Freund 2019, ISBN 978-3-943910-48-3. - Alphasucht: 50 Gedichte, von Frank Findeiß 2019, ISBN 978-3-943910-66-7. - Dorfidylle: 250 Gedichte, von Renate Freund 2019, ISBN 978-3-943910-47-6. - Blütenlese: 250 Gedichte, von Meinolf Finke, 2019, ISBN 978-3-943910-37-7. |